# Rhagiini
Tribu
Les Rhagiini (KIRBY, 1837) sont une tribu de coléoptères cérambycidés appartenant à la sous-famille des Lepturinae.

## Morphologie
Les Rhagiini sont un groupe de transition entre les Xylosteini, plus primitifs, et les Lepturini, plus évolués.
Bien que relativement peu nombreux, les genres de Rhagiini ont atteint un remarquable niveau d'évolution et d'adaptation aux différents milieux, en développant une grande variété de formes.
À côté des genres plus primitifs, caractérisés par une coloration cryptique et des antennes allongés (Stenocorus, Oxymirus), ont évolué des formes floricoles, avec des antennes courtes et des couleurs semblables à celles de certains Lepturini (Pachyta, Brachyta, Evodinus, Pidonia), ou d'autres qui leur sont propres (Gaurotes, Sachalinobia).

## Distribution
Les Rhagiini sont répandus dans la zone tempérée de l'hémisphère nord, avec plus de 350 espèces, surtout en Asie Orientale et Amérique du Nord.

## Genres
- Acmaeops LeConte, 1850
- Akimerus Serville, 1835
- Brachyta Fairmaire, 1864
- Dinoptera Mulsant, 1863
- Gaurotes LeConte, 1850
- Oxymirus Mulsant, 1862
- Pachyta Dejean, 1821
- Pidonia Mulsant 1863
- Rhagium Fabricius, 1775

## Galerie d'espèces françaises

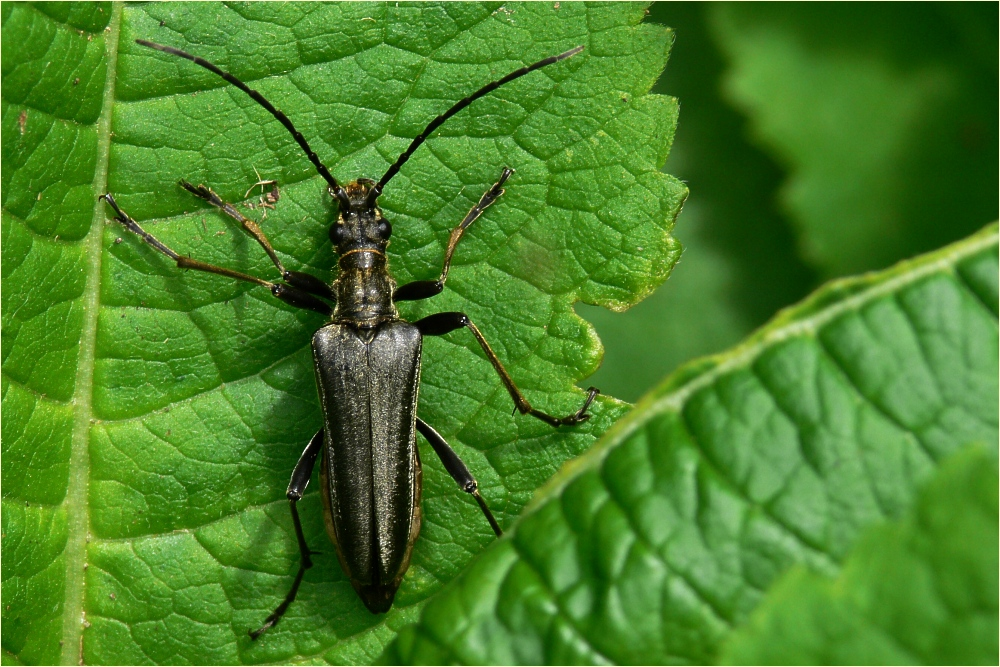
Stenocorus meridianus (Linné, 1758) ♀
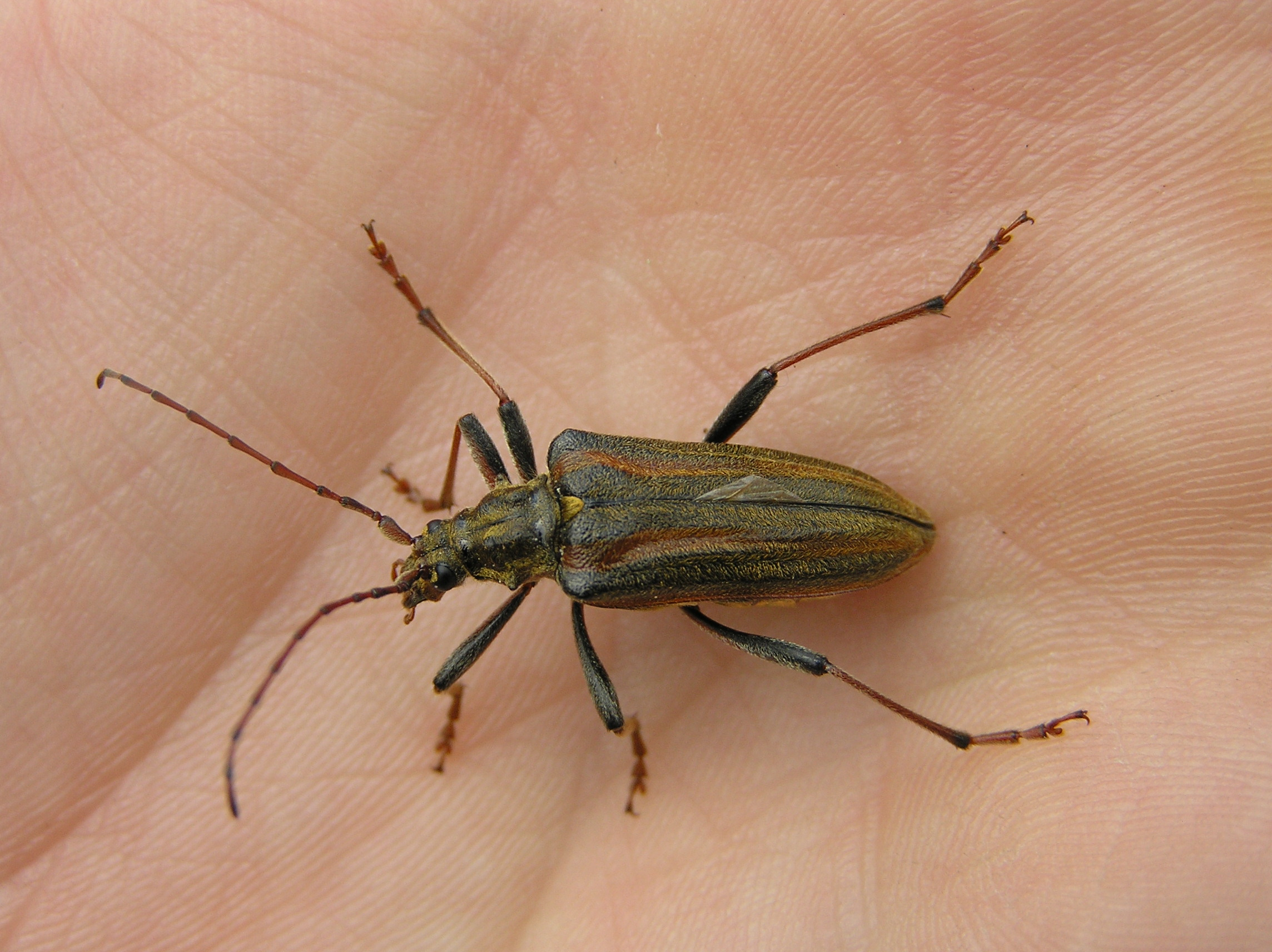
Oxymirus cursor (Linné, 1758) ♀
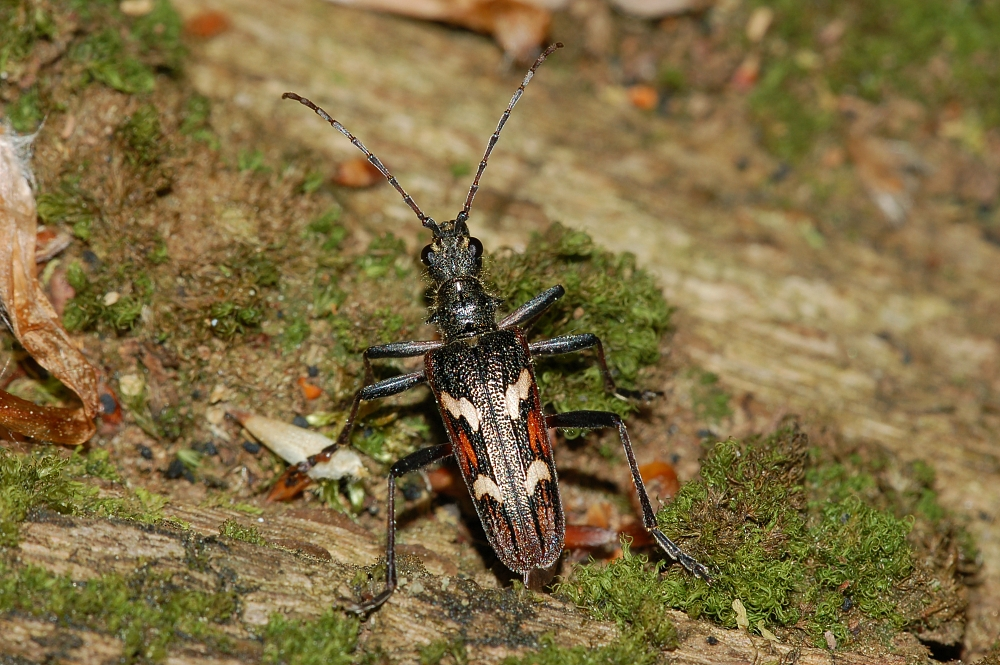
Rhagium bifasciatum (Fabricius, 1775) ♂
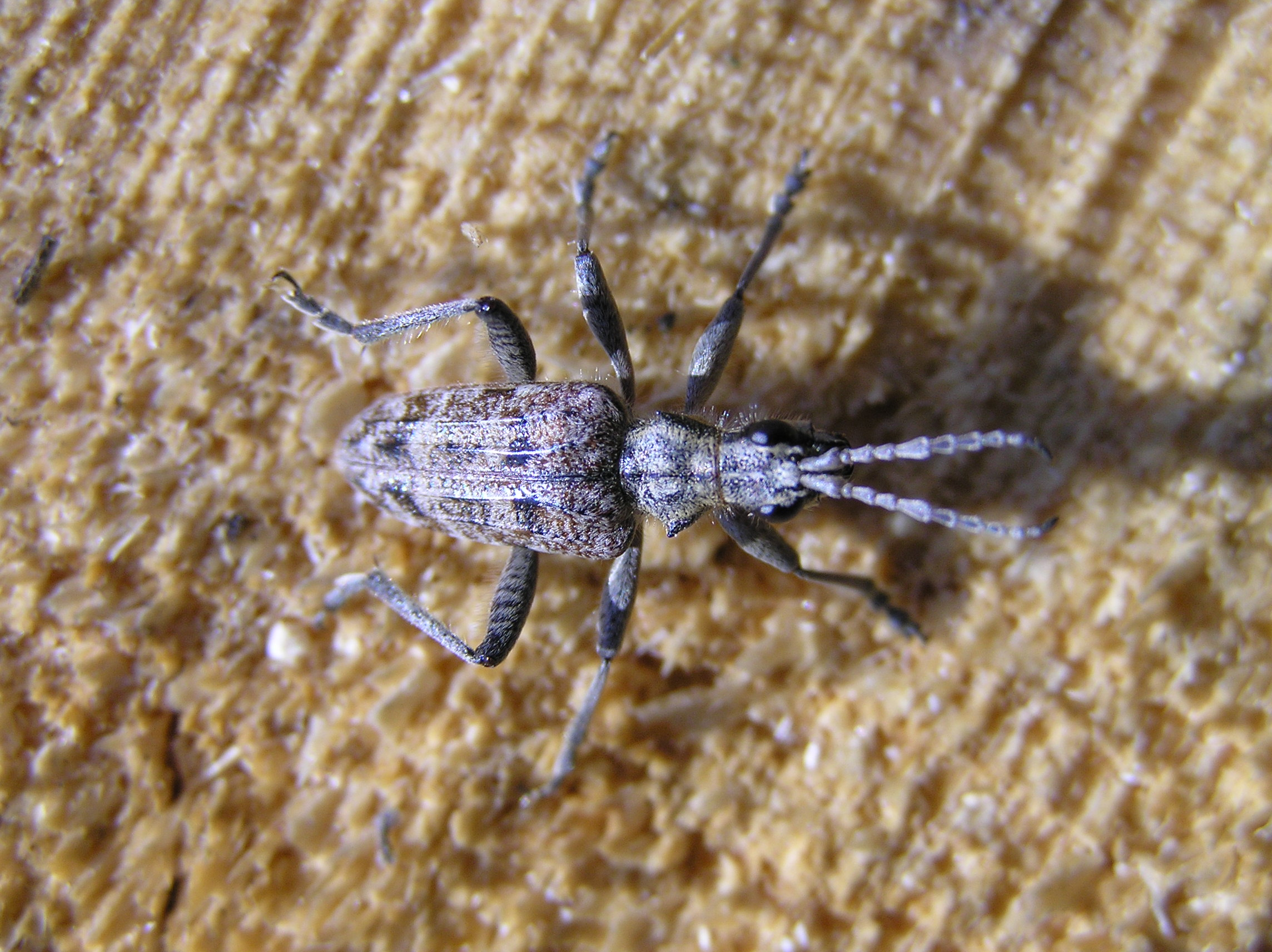
Rhagium inquisitor (Linné, 1758) ♂
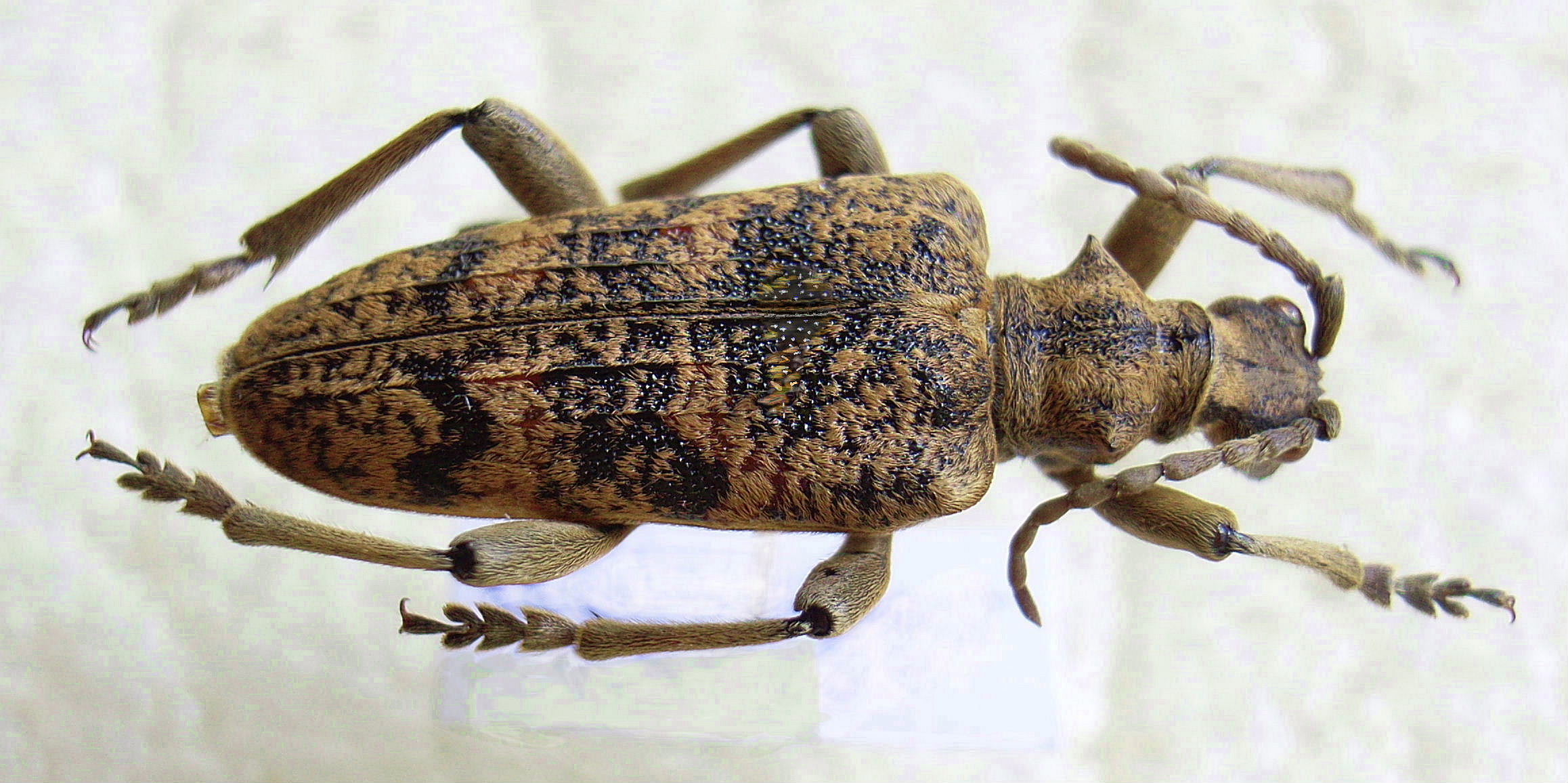
Rhagium sycophanta (Schrank, 1781) ♀
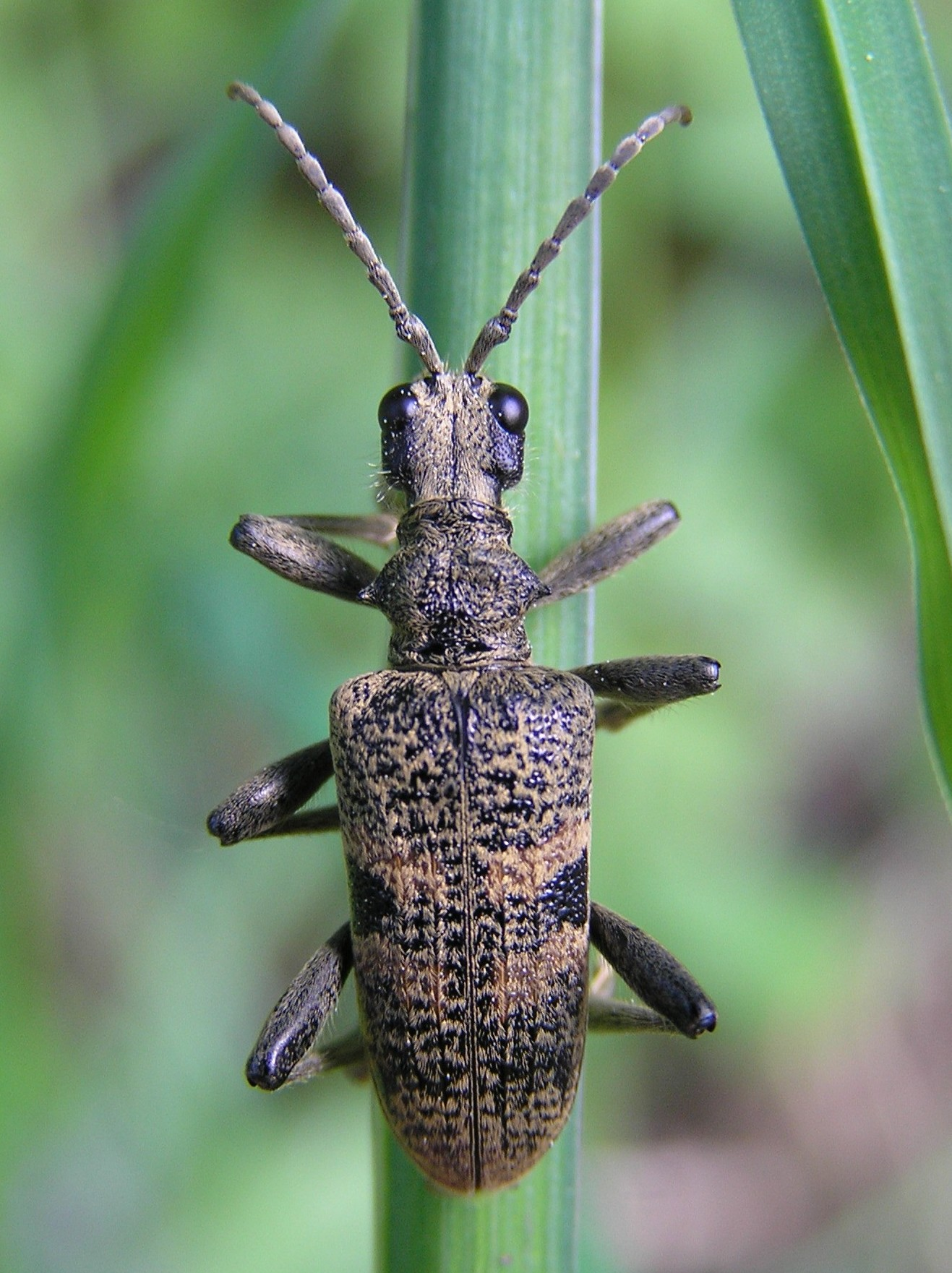
Rhagium mordax (DeGeer, 1775) ♂
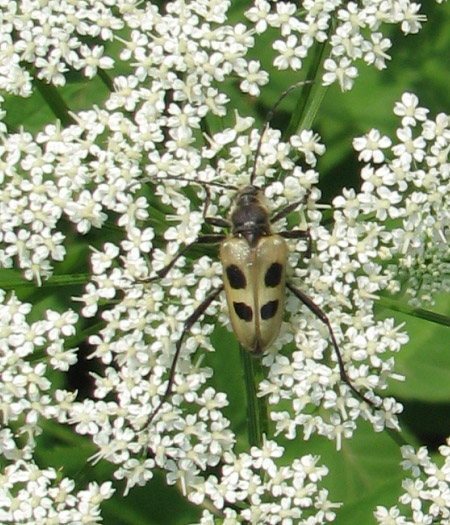
Pachyta quadrimaculata (Linneo, 1758)
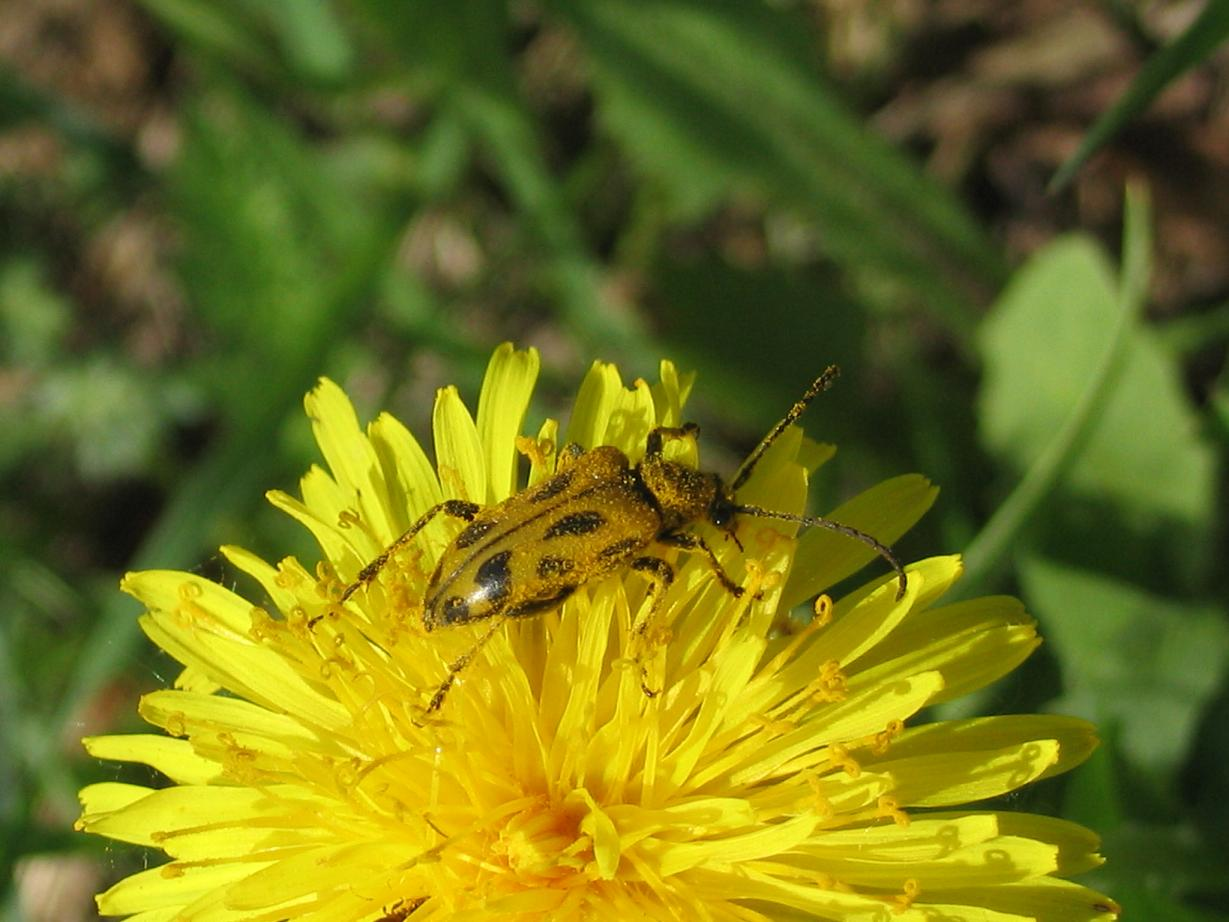
Brachyta interrogationis (Linné, 1758)
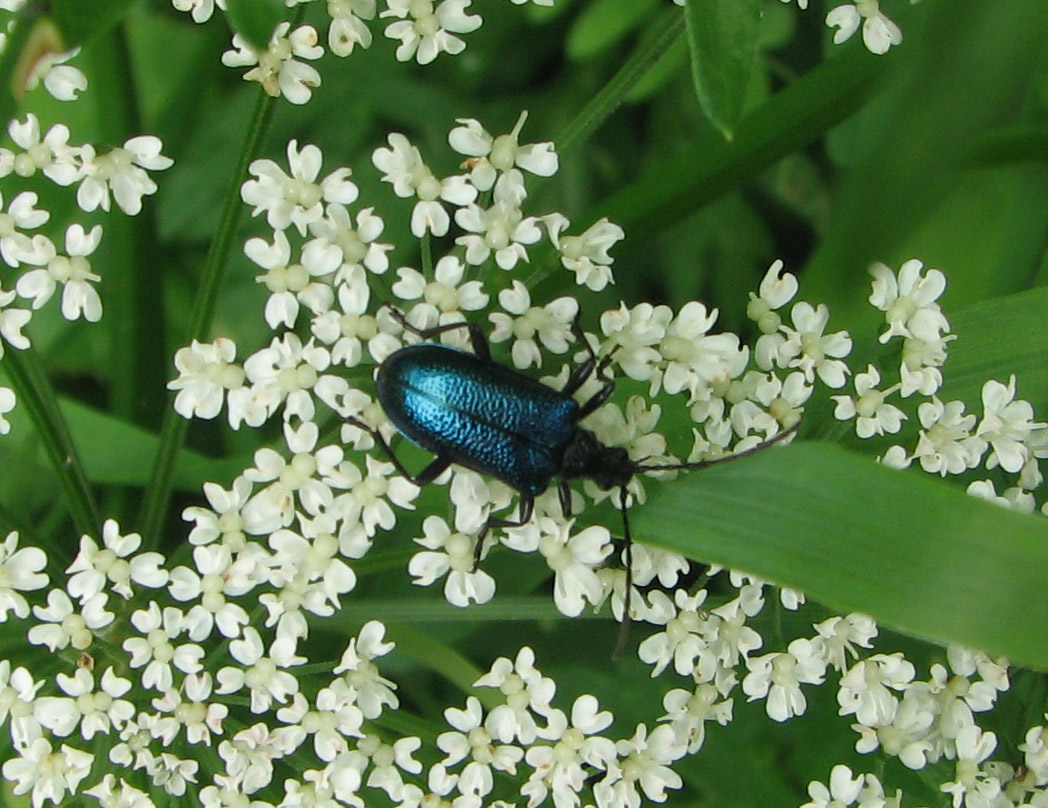
Gaurotes virgineus (Linné, 1758)
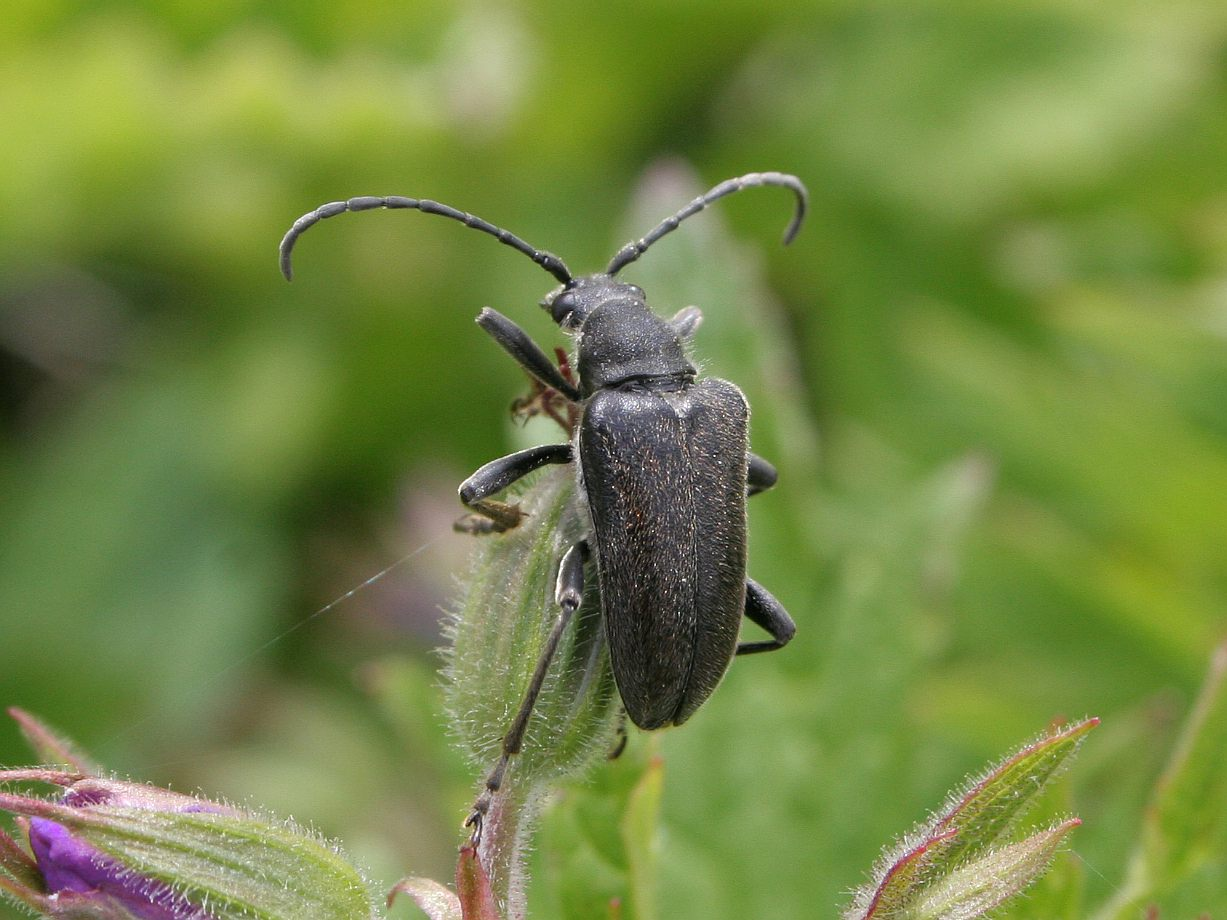
Acmaeops septentrionis (Thomson, 1866) ♀
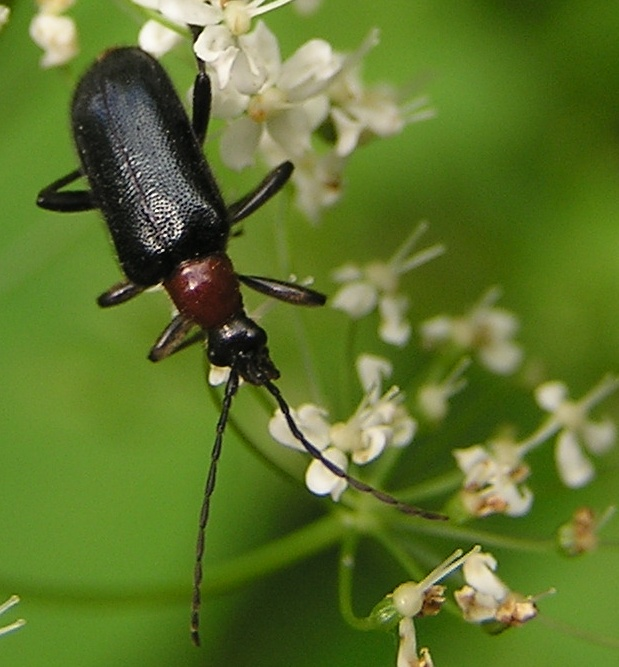
Dinoptera collaris (Linné, 1758)
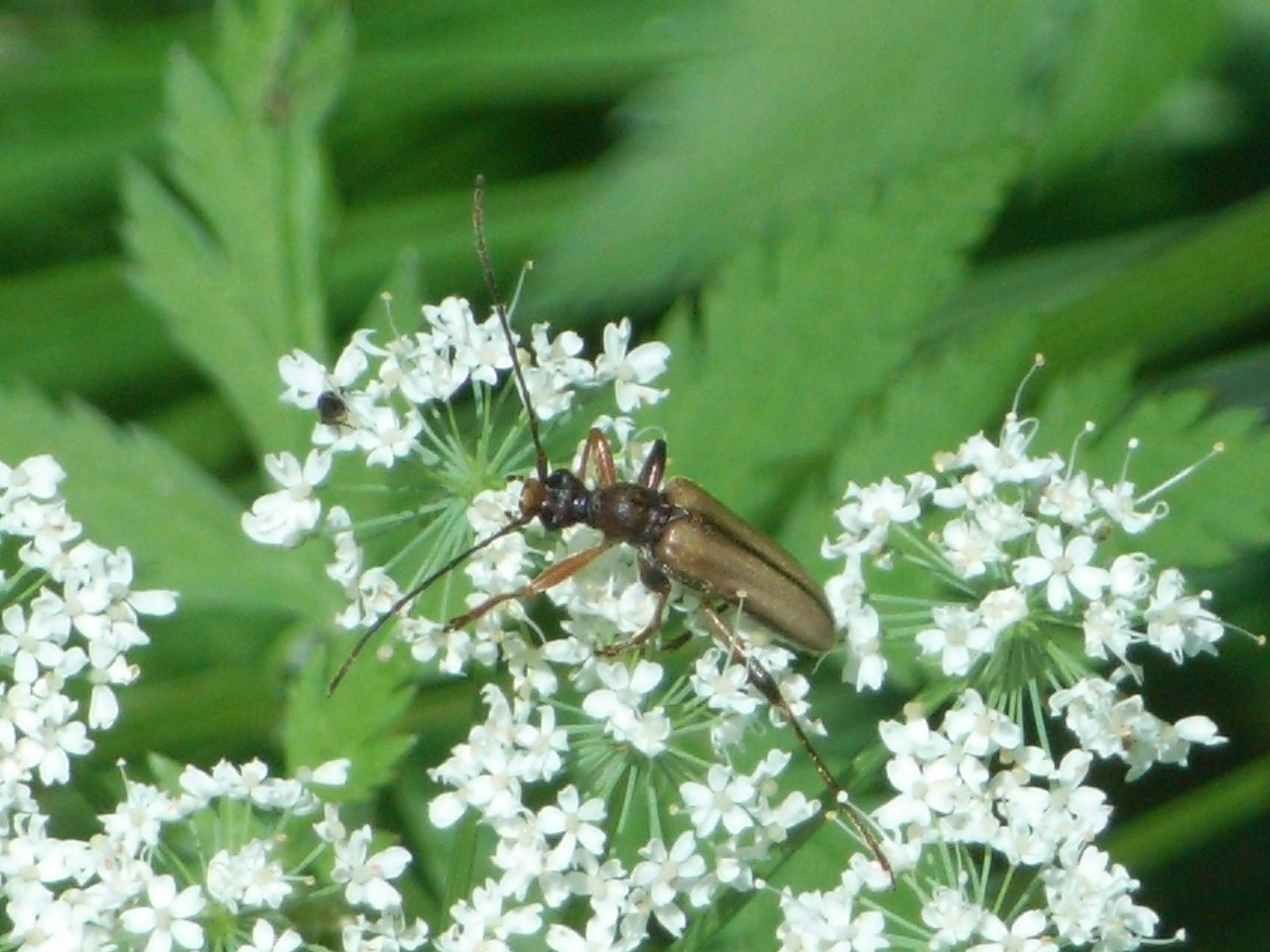
Pidonia lurida (Fabricius, 1792)